# Dalton-in-Furness
Dalton-in-Furness è un paese di 12.799 abitanti della contea del Cumbria, in Inghilterra. La sua parrocchia civile si chiama Dalton Town with Newton.

## Amministrazione

### Gemellaggi
- Dalton (Pennsylvania), Stati Uniti